# Jan Mikeš
Jan Mikeš (* 21. března 1985 Vimperk) je český římskokatolický duchovní.

## Život
Jan Mikeš se narodil v roce 1985 Anně a Jiřímu Mikešovým, vyrůstal s bratrem Jiřím ve vesnici Horosedly. Do základní školy chodil ve Čkyni, dále pokračoval od roku 2000 ve studiu na gymnáziu ve Vimperku. Absolvoval Teologický konvikt Olomouc, v letech 2005–2010 studoval na Katolické teologické fakultě Karlovy univerzity v Praze.

### Kněžské působení
Od září 2010 sloužil ve farnosti Březnice u Příbrami, nejprve rok jako pastorační asistent a jáhen. Jáhenské svěcení přijal 4. září 2010 v českobudějovické katedrále od biskupa Jiřího Paďoura. Dne 25. června 2011 byl v kostele Obětování Panny Marie v Českých Budějovicích vysvěcen na kněze. Další tři roky působil v Březnici jako farní vikář. Pracoval také jako kaplan pro mládež píseckého vikariátu.
V roce 2014, kdy se stal kaplanem v Prachaticích a 17 okolních farnostech, se přidal k místním divadelníkům. Účinkoval v muzikálu Ledová země, kde hrál zamilovaného kněze.
V listopadu 2015 byl ustanoven administrátorem farnosti Vlachovo Březí, Lažiště a Záblatí na Prachaticku. Již po několika týdnech však byl českobudějovickým biskupem Vlastimilem Kročilem odvolán. Místní farníci proti rozhodnutí biskupa protestovali a na biskupství odeslali petici s více než 400 podpisy. Biskupovi Kročilovi napsal i ředitel základní školy ve Vlachově Březí a radní města Michal Novotný. „Spojoval generace, oživil nepovinný předmět náboženství, je to člověk, který dokáže motivovat malé děti, zapojil se kulturního života města,“ řekl o Mikešovi Novotný, který jeho odvolání označil za nekoncepční krok.
Od února 2016 do července 2020 sloužil Jan Mikeš jako kněz ve farnosti Velešín na Českokrumlovsku. Od listopadu 2020 mu byl poskytnut sabatický čas na jeden rok, který byl prodloužen do roku 2023. V této době mj. působil jako misionář v Brazílii. Na přelomu let 2022 a 2023 krátce vypomáhal v duchovní službě v Pošumaví po úmrtí P. Jana Janouška (1940–2022).
V letech 2023-2024 byl českobudějovickým biskupem Vlastimilem Kročilem ustanoven administrátorem farnosti Dubné. Následně nastoupil jako farní vikář do farnosti při katedrále sv. Mikuláše v Českých Budějovicích. Od školního roku 2024/25 byl také ustanoven jako spirituál Biskupského gymnázia v Českých Budějovicích. Zároveň v roce 2024 stál u zrodu organizace Dvůr naděje, která má za poslání pomoc osobám, bojujícím s různými závislostmi. Je inspirována hnutím Fazenda da Esperança, s nímž se Jan Mikeš seznámil během svého pobytu v Brazílii. Zázemí pro činnost našla organizace v církevních objektech v Zátoni u Větřní.